# Mann für Mann (Lexikon)
Mann für Mann ist ein „Biographisches Lexikon zur Geschichte von Freundesliebe und mannmännlicher Sexualität im deutschen Sprachraum“, das erstmals 1998 in Hamburg von Bernd-Ulrich Hergemöller und bis 2010 dann noch in mehreren überarbeiteten Auflagen herausgegeben wurde. Es erschien in Berlin und Münster im Lit-Verlag in dritter Auflage als Neubearbeitung und mit Ergänzungen zu früheren Ausgaben unter dem Titel Mann für Mann und enthält nun neben den Beiträgen von Bernd-Ulrich Hergemöller auch Beiträge von Nicolai Clarus, Jens Dobler, Klaus Sator, Axel Schock und Raimund Wolfert.
Das Lexikon enthält ein chronologisches Gesamtregister, biographische Artikel, ein Personen- und Ortsregister sowie ein Verzeichnis der Verwandtschaftstafeln. In den mehr als 1700 Seiten findet sich auch ein von Jens Dobler erarbeiteter Anhang Namen von A bis Z aus Fahndungsblättern 1819 bis 1924. Nach Auskunft des Klappentextes enthalten die Bücher:

„1300 kleinere Artikel zur Freundesliebe und mannmännlicher Sexualität im deutschen Sprachraum vom Hohen Mittelalter bis zur unmittelbaren Gegenwart. Es überrascht durch seine Fülle an umfassenden Informationen. Das Schwergewicht liegt auf dem 20. Jahrhundert, und berücksichtigt werden die jüngst verstorbenen Prominenten aus Kunst, Wissenschaft und Schwulenbewegung wie: Hans Mayer, Charles Regnier, Einar Schleef, Charlotte von Mahlsdorf, Hans-Georg Stümke, Rudolph Moshammer, Erich Lifka oder Friedhelm Mönter.“

## Ausgaben
- 1998: Mann für Mann. Biographisches Lexikon zur Geschichte von Freundesliebe und mannmännlicher Sexualität im deutschen Sprachraum. MännerschwarmSkript Verlag, Hamburg, ISBN 3-928983-65-2 (911 Seiten).
- 2001: Mann für Mann. Ein biographisches Lexikon. Suhrkamp, Frankfurt a. M., ISBN 3-518-39766-4 (926 Seiten, Seitennummern stimmen mit der ersten Ausgabe überein, zusätzliche Personen stehen im Nachtrag).
- 2010: Mann für Mann. Biographisches Lexikon zur Geschichte von Freundesliebe und mannmännlicher Sexualität im deutschen Sprachraum. Lit-Verlag, Berlin, ISBN 978-3-643-10693-3 (2 Bände, 1732 Seiten).